# Luckner (Adelsgeschlecht)

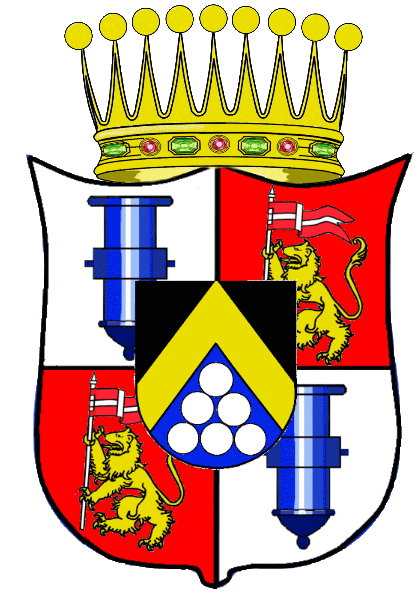
Wappen der Grafen von Luckner

Das Geschlecht der Grafen von Luckner stammt aus Cham in der Oberpfalz und ist bürgerlichen Ursprungs. Es wurde 1778 in den dänischen Freiherrenstand und 1784 in den dänischen Grafenstand erhoben.

## Geschichte
Stammvater des Geschlechts ist Johann Jacob Luckner, Bürger, Hopfenhändler und Stadtkämmerer in Cham, der 1681 urkundlich erwähnt wurde und in Cham im Jahre 1707 verstarb. Mit ihm beginnt die ununterbrochene Stammreihe der Familie. Sein Sohn war der Chamer Gastwirt, Bierbrauer und Hopfenhändler Samuel Luckner.

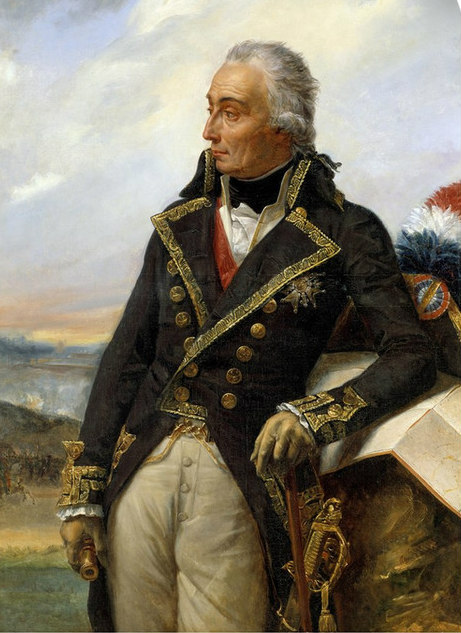
Graf Johann Nikolaus von Luckner (1722–1794), Marschall von Frankreich

Den Aufstieg in den Adel verdankt das Geschlecht dessen Sohn Johann Nikolaus Luckner, der unter Erteilung der dänischen Adelsnaturalisation am 22. April 1778 in den dänischen Freiherrenstand erhoben wurde. Er hatte sich nach Militärdiensten zunächst in der kurbayerischen, dann der kurhannoverschen und schließlich in der französischen Armee bis zum Marschall von Frankreich hochgedient. Nachdem er in Holstein mehrere Güter erworben hatte, wurde er am 31. März 1784 in den erblichen dänischen Grafenstand erhoben. Der katholische Luckner hatte eine protestantische Niederländerin (geb. de Cypres) geheiratet, wodurch die Familie evangelisch wurde. Am 31. August 1787 wurden Luckners Bruder Franz Luckner und der Neffe Sebastian Luckner in den Kurfürstlich pfalzbayerischen Adelsstand erhoben.
Die Familie besaß in Schleswig-Holstein die Güter Blumendorf (1761–1827) und Schulenburg (seit 1763, mit dem 1803 verkauften Gut Krummbek) bei Oldesloe sowie Depenau bei Preetz (1783–1838). Das Gut Schulenburg befindet sich noch im Besitz der Familie, jedoch wurde das 1912 errichtete Herrenhaus 1968 verkauft.
Außerdem besaßen Familienmitglieder ab 1850 Rittergüter in Sachsen: Großdittmannsdorf, Altfranken sowie einen Gutshof in Pennrich. Auf diesem verbrachte der später als „Seeteufel“ bekannt gewordene Felix Graf v. Luckner seine Kindheit.

### Wappen
Das Wappen von 1784 ist geviert und belegt mit von Schwarz und Blau gespaltenem Herzschild, darin ein goldener Sparren und im Schildfuß 6 aufeinanderliegende eiserne Kugeln; Felder 1 und 4 in Silber ein aufrecht gestellter natürlicher Geschützmörser, 2 und 3 in Rot ein silberner Löwe, in den Pranken eine Danebrogfahne an der Stange haltend.

### Bekannte Namensträger

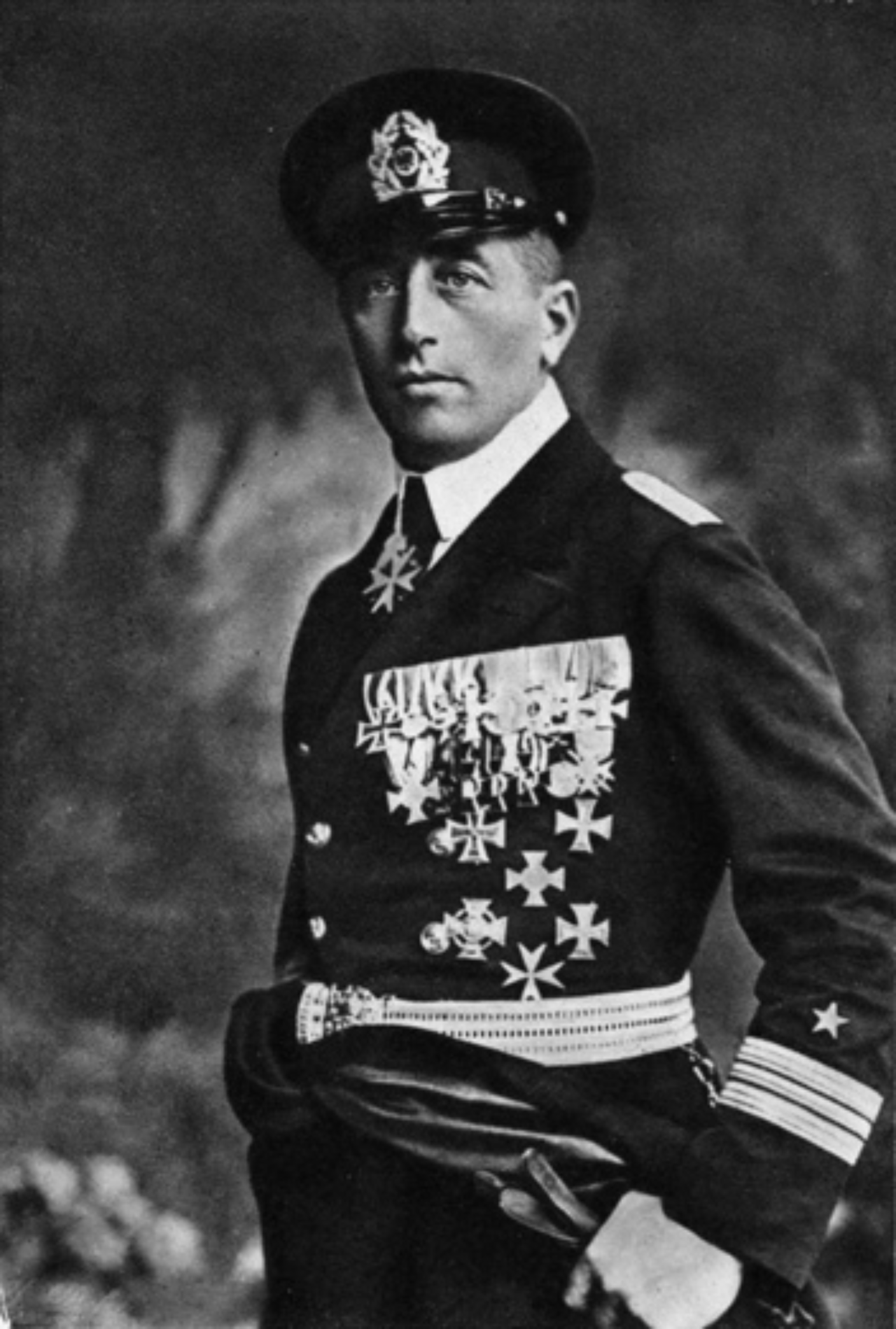
Felix Graf von Luckner (1881–1966), Marineoffizier und Schriftsteller

- Graf Johann Nikolaus von Luckner (1722–1794), Marschall von Frankreich, guillotiniert 1794
- Graf Johann Heinrich Wilhelm von Luckner (1805–1865), königlich-dänischer Kammerherr, Hofjägermeister, Botschaftsattache in Paris und Generalkonsul der Hansestädte, Bauherr des Schlosses Altfranken bei Dresden
- Graf Nikolaus Rudolf Gustav Felix von Luckner (1849–1902), königlich-sächsischer Kammerherr, Oberstleutnant
- Julius Ludwig Ferdinand Nikolaus Graf Luckner (1859–1893)
- Felix Graf von Luckner (1881–1966), Marineoffizier und Schriftsteller
- Heinrich Graf von Luckner (1891–1970), Maler, Professor an der Hochschule für bildende Künste Berlin
- Nikolaus Graf von Luckner (1894–1966), Generalmajor
- Wolf Graf von Luckner (1896–1971), Generalmajor
- Ernst-Günther von Luckner (1919–1993), Klosterprobst in Uetersen
- Hubertus Graf von Luckner (* 1954), Kommendator der Johanniterordens, Klosterprobst in Uetersen